# Geiselnahme in der japanischen Botschaft Lima 1996
Die Geiselnahme in der japanischen Botschaft in Lima 1996 war eine Aktion des Movimiento Revolucionario Túpac Amaru (MRTA) Commando Edgar Sanchez. Am 17. Dezember 1996 besetzten MRTA-Kämpfer während eines Diplomatenempfanges das Wohngebäude des japanischen Botschafters und hielten rund 120 Diplomaten, peruanische Politiker, Offiziere, Geschäftsleute und weitere Prominente als Geiseln fest. Die MRTA verlangte vom damaligen Präsidenten Alberto Fujimori zunächst die Freilassung aller inhaftierten Túpac Amaru-Mitglieder, insbesondere des MRTA-Chefs Víctor Polay und seines Vize Peter Cárdenas Schulte, später einen Dialog über die sozialen Zustände in Peru und Haftverbesserungen für ihre Gefangenen. Am 22. April 1997 stürmte ein Kommando der peruanischen Armee die Villa und beendete die Besetzung blutig. Mit 126 Tagen war dies die längste Geiselnahme in der jüngeren lateinamerikanischen Geschichte. Alberto Fujimori trat im November 2000 zurück, nachdem bekannt wurde, dass sein Geheimdienstchef Vladimiro Montesinos, neben einer Reihe weiterer schwerer Straftaten u. a. die unmittelbare Erschießung der überlebenden MRTA-Kämpfer nach deren Festnahme befohlen hatte.

## Hintergrund und Kontext
Die MRTA war aus der Bewegung der Revolutionären Linken Perus (MIR) hervorgegangen. Sie war politisch vergleichsweise undogmatisch und kämpfte in erster Linie für die Verbesserung der miserablen sozialen Lage der indigenen Landbevölkerung. Die Túpac Amarus distanzierten sich ausdrücklich vom straff organisierten maoistischen Sendero Luminoso (Leuchtender Pfad). Die Botschaftsbesetzung war die letzte größere Aktion der MRTA.
Im September 1992 wurden in einer großangelegten Aktion – gestützt auf Geheimdienst und Militär – zahlreiche Führer und Mitglieder des Leuchtenden Pfads und der MRTA festgenommen. Fujimoris Regierung war 1992 die spektakuläre Festsetzung der Führer beider großer Guerilla-Organisationen in Peru gelungen. Sendero-Führer Abimael Guzmán wurde der Prozess gemacht, was weltweit für Öffentlichkeit sorgte. Danach ließen die Aktivitäten der beiden Gruppen nach. Die peruanische Regierung unter Fujimori entwaffnete schließlich einen großen Teil der Kämpfer durch ein Amnestieangebot. Bis Ende 1994 gaben 6.400 Rebellen ihre Waffen ab.
Die Aktion der MRTA 1996 in Lima war ein Rückschlag für den damaligen Präsidenten Alberto Fujimori. Zuvor hatte er den Sieg über die Bewegung der MRTA verkündet. Das Land war um 1996 nach Einschätzungen von Korrespondenten relativ befriedet, was 1995 zur großen Mehrheit für Fujimoris Partei und zu seiner Wiederwahl führte.
Der Schlag der MRTA war gezielt auf die japanische Botschaft gerichtet, da Fujimori der Sohn japanischer Einwanderer ist. Japaner gehörten zu den größten Geldgebern des Landes unter seiner Präsidentschaft.
Der Spiegel schrieb nach der Stürmung der Botschaft: Die MRTA-Rebellen „mußten sterben, denn ein ausgehandelter Kompromiß hätte dem Präsidenten Fujimori, dessen Popularität im fünften Monat des Geiseldramas auf ein Tief gesunken war, nicht zum persönlichen Triumph verholfen. Folter- und Mordskandale in Geheimdiensten, deren Koordinator Vladimiro Montesinos sich als engster Berater des Präsidenten unerhört bereichert hatte, führten zu einer Krise im Militär und in der Regierung.“

## Ablauf

### Besetzung
In der Nacht zum 17. Dezember 1996 befanden sich über 480 Menschen bei einem Diplomatenempfang in der japanischen Botschaft in Lima. Der japanische Botschafter hatte zu einem großen Empfang anlässlich des Geburtstags von Kaiser Akihito geladen. Der damalige deutsche Botschafter Heribert Wöckel, dessen Vertreter Jürgen Steinkrüger und Referent für Entwicklung Hannspeter Nintzel waren unter den Gästen.
Ein Kommando der MRTA unter Néstor Cerpa Cartolini stürmte bei dem Empfang in der Residenz des japanischen Botschafters die Veranstaltung. Die MRTA-Kämpfer hatten sich als Kellner verkleidet und sich so Zutritt in ein Festzelt im Garten der Residenz verschafft. Die meisten der 14 Rebellen des Kommandos waren jünger als 20 Jahre. Viele konnten weder lesen noch schreiben und waren zum ersten Mal in ihrem Leben in Lima.
Das Kommando ließ von den 483 Geiseln noch am 17. Dezember über 200 Personen, meist Frauen, frei. Die MRTA-Kämpfer hielten im Wohnzimmer der Residenz etwa 80 Personen fest. Botschafter Wöckel befand sich mit 15 weiteren Personen in einem separaten Raum. Unter den Geiseln waren rund ein Dutzend Botschafter aus allen möglichen Ländern, zwei damalige peruanische Minister (Außenminister Francisco Tudela) und zahlreiche japanische Geschäftsleute. Die Botschafter von Österreich, Japan, Brasilien, Kanada, Kuba, Griechenland und Spanien waren unter den Geiseln.
Die Geiselnehmer verlangten die Freilassung aller inhaftierten Túpac-Amaru-Mitglieder, insbesondere des MRTA-Chefs Víctor Polay und seines Vize Peter Cárdenas Schulte. Rund 400 MRTA-Aktivisten saßen damals in peruanischen Gefängnissen.

### Während der Geiselnahme
Die peruanische Regierung ließ den Strom für das Anwesen unmittelbar nach der Geiselnahme abschalten. Die Wasserzufuhr wurde ebenfalls abgeschnitten. Das Internationale Komitee des Roten Kreuzes versorgte Geiseln und Geiselnehmer mit Lebensmitteln. Das Einführen von Alkohol hatten die Geiselnehmer verboten; nur etwas Messwein war dem Jesuitenpater Juan Julio Wicht durch die MRTA-Kämpfer erlaubt worden.
Unter den Geiseln befand sich auch der Armeegeneral und Gründer einer peruanischen Anti-Terror-Einheit Louis San Petri. In einem Lebensmittelpaket des ICRC ließ der Geheimdienstchef Vladimiro Montesinos einen in einer Bibel eingebauten Sender zu ihm schmuggeln. San Petri sendete so Informationen über die MRTA-Kämpfer an Vladimiro Montesinos. Dieser antwortete mittels eines ebenfalls eingeschmuggelten Pagers.
Immer wieder ließ die MRTA Journalisten in die Botschaft. Unter diesen Journalisten waren Mitarbeiter des peruanischen Geheimdienstes, die die Lage auskundschafteten und Videoaufnahmen machten.
Pater Juan Julio Wicht blieb freiwillig bei den Geiseln zurück, suchte den Kontakt zu den Geiselnehmern und versuchte zu vermitteln. Zweimal die Woche nahm er die Beichte von den Geiseln und hielt einen Gottesdienst ab. „Auch einige Terroristen nahmen daran teil“, erzählte er später. Nachdem er über die Befreiungspläne informiert war, tolerierte er den Einsatz von Gewalt.

### Verhandlungen
Die MRTA verlangte zu Beginn die persönliche Anwesenheit des Präsidenten Alberto Fujimori bei den Verhandlungen. Ein Mitglied des Kommandos sagte im Rundfunk, dem Präsidenten werde nichts passieren, er solle gemeinsam mit dem Ombudsmann des Volkes, Jorge Santisteban, und dem belgischen Geistlichen Hubert Lanssiers „zum Dialog kommen“. In der ersten Woche der Besetzung rückten die MRTA-Aktivisten von ihrer Forderung nach der Freilassung ihrer Genossen in den Gefängnissen ab und forderten bessere Haftbedingungen für ihre Inhaftierten sowie einen breiten gesellschaftlichen Dialog über soziale Veränderungen in Peru.
Im Verlauf der Besetzung ließen die Rebellen immer wieder, vermittelt von Erzbischof Luis Cipriani, Geiseln frei. Alle drei deutschen Geiseln wurden kurz nach der Besetzung von der MRTA freigelassen.
Nachdem Fujimori sich weigerte, MRTA-Gefangene freizulassen, kamen die Verhandlungen nicht weiter. Zur Verhandlungskommission gehörten zuletzt Erzbischof Cipriani, Kanadas Botschafter Anthony Vincent und Michel Minnig, der Vertreter des Roten Kreuzes. Cerpa lenkte zum Schluss weitgehend ein und verlangte nur noch die Entlassung von 20 kranken Gesinnungsgenossen aus den Hochsicherheitsgefängnissen. Kuba war bereit, bei freiem Geleit dem Túpac-Amaru-Kommando Asyl zu gewähren. Der damalige japanische Außenminister Yukihiko Ikeda schaltete sich in die Verhandlungen ein.
Während Fujimori sich u. a. mit dem damaligen US-Präsidenten Bill Clinton traf und dabei versprach, die Besetzung friedlich zu lösen, hatten die MRTA-Kämpfer bemerkt, dass unter der Botschaft Tunnel gegraben wurden. Die MRTA hatte Anfang März Schürfgeräusche gehört, obwohl das Militär das Anwesen mit Marschmusik beschallte. Sie wandten sich an die Öffentlichkeit und warnten Fujimori, kein doppeltes Spiel zu spielen. Gleichzeitig verlegten sie die Geiseln vom Ballsaal im Erdgeschoss in das obere Stockwerk des Gebäudes.
Einer frühen militärischen Aktion stand Japan entgegen, das den Einsatz peruanischer Sicherheitskräfte auf seinem Botschaftsterritorium zunächst untersagte und auf Unterhandlungen drängte. Entscheidend für Fujimori, seinen Erstürmungsplan dennoch durchzuführen und dabei Japan zu brüskieren, war nach Meinung der Lateinamerika Nachrichten die – nicht öffentliche – Unterstützung der USA, die den Präzedenzfall Diplomatengeiselnahme keinesfalls als Beispiel zur Nachahmung dulden wollten.

### Operation Chavín de Huántar
Am 22. April 1997 stürmte die Peruanische Armee die japanische Botschaft und beendete die Besetzung blutig. Die Operation trug den Titel Chavín de Huántar. Chavín de Huántar ist ein Gebiet in den peruanischen Zentralanden, das für seine unterirdischen Gänge bekannt ist.
140 Elitesoldaten aus Heer, Luftwaffe und Marine waren an der Erstürmung beteiligt. Zu Trainingszwecken wurden eine exakte Replik der Botschaft auf einem Trainingsgelände errichtet und Szenarios durchgespielt. Unterstützt bei Taktik, Training und weiterer Vorbereitung wurden die peruanischen Einheiten durch die US-amerikanische Delta Force und den britischen Special Air Service (SAS). Laut dem Nachrichtenmagazin Der Spiegel zog die peruanische Armee möglicherweise auch israelische Antiterrormilitärs hinzu. Die exakte Vorbereitung des Zugriffs glich dem Vorgehen israelischer Kräfte, als diese sich auf die spektakuläre Befreiungsaktion in Entebbe 1976 (Operation Entebbe) vorbereitet hatten. Bergarbeiter gruben ein ganzes Tunnelnetzwerk für die Eliteeinheiten. Ohne lautes Bohrgerät trieben sie von Nachbarhäusern aus mehrere je drei Meter tiefe Stollen unter die Botschaft. Von den Tunneln aus studierten die Militärs die Bewegungen der MRTA und der Geiseln.
Politisch rechtfertigte Fujimori später den Befehl zum Angriff mit dem Verweis, dass das MRTA-Kommando Arztbesuche nur noch einmal wöchentlich zulassen wollte.
Beim ersten Angriffsversuch zündete die Sprengladung im Tunnel nicht. Der Sprengsatz wurde daraufhin mittels einer Autobatterie gezündet. Zwei schwere Explosionen aus den Tunneln leiteten den Einsatz um 15:30 Uhr peruanischer Zeit (20:30 Uhr UTC) ein. Bei den Explosionen wurde bereits eine große Zahl der MRTA-Kämpfer getötet. Es folgte eine heftige Schießerei. Zwei Soldaten kamen dabei ums Leben, 25 Geiseln wurden leicht verletzt. Ein Richter am Obersten Gericht Perus erlitt eine Schussverletzung im Unterleib. Er starb später an den Folgen eines Herzinfarkts. Der festgehaltene damalige peruanische Außenminister Francisco Tudela wurde in den Fuß getroffen. Nach 37 Minuten Aktion wurde bilanziert: alle 14 MRTA-Kämpfer getötet, zwei Soldaten getötet, eine verwundete Geisel starb später an einem Herzinfarkt. Unter den getöteten MRTA-Kämpfern war auch ihr Anführer Néstor Cerpa Cartolini. 71 Geiseln wurden befreit.
Die Leichen der MRTA-Kämpfer wurden unter Verschluss gehalten.

## Reaktionen
In Deutschland wurde unmittelbar nach der Besetzung ein Krisenstab im Auswärtigen Amt gebildet und die damalige Bundesregierung (Kabinett Kohl V) in Bonn bot den Einsatz technischer Experten des Bundeskriminalamtes an.
Nach der Stürmung der Botschaft feierte Fujimori den Sieg im Kreise der beteiligten Soldaten und der befreiten Geiseln. „Ich habe keine einzige Minute gezögert, den Befehl für diese Befreiungsaktion zu geben“, sagte er damals gegenüber Medien. Von einer kugelsicheren Weste geschützt und auf einem Autodach stehend rief er: „In Peru werden wir Terrorismus nicht hinnehmen.“ Sein Land habe der internationalen Gemeinschaft gezeigt, dass man sich nicht durch Terror erpressen lassen dürfe.

## Nachgeschichte
Alberto Fujimori trat im November 2000 zurück, nachdem er in einen Skandal um seinen Geheimdienstchef Vladimiro Montesinos verwickelt war. Montesinos selbst saß acht Monate im Gefängnis. Während dieser Zeit im März 2001 wurden die Leichen aller 14 in den Botschaftsüberfall verwickelten MRTA-Kämpfer exhumiert. Grund war der Verdacht, dass Soldaten die MRTA-Kämpfer ermordeten, nachdem sie diese festgenommen hatten. Die folgende Ermittlung ergab, dass mindestens drei der Kämpfer hingerichtet worden waren.
Das peruanische Militär fühlte sich laut Beobachtern durch die Geiselnahme von lediglich 14 jungen und unerfahrenen Kämpfern vorgeführt und wollte Rache an den Guerillas nehmen. Die Geiselnahme war die letzte bewaffnete Aktion der MRTA mit größerer Wirkung.
2002 wurde Montesinos angeklagt, da er seinen Geheimdienstoffizieren die Weisung gegeben hatte, die MRTA-Kämpfer hinzurichten. Die Anklage gegen ihn enthielt 70 Vorwürfe. Er wurde zu 15 Jahren Haft wegen Konspiration, Korruption und Unterschlagung verurteilt.

## Filme
- 127 Tage Todesangst Ein US-amerikanisches Filmdrama von Menahem Golan aus dem Jahr 1999.
- Endgame: The Untold Story of the Hostage Crisis in Peru (1999). Eine Dokumentation gesendet als Teil der CNN’s „Perspective“ Series.
- Black Ops: The Japanese Embassy Siege (2014).